# Zophomyia clausa
Zophomyia clausa är en tvåvingeart som beskrevs av Macquart 1854. Zophomyia clausa ingår i släktet Zophomyia och familjen parasitflugor.
Artens utbredningsområde är Frankrike. Inga underarter finns listade i Catalogue of Life.